# Фулгем-Бродвей (станція метро)
51°28′50″ пн. ш. 0°11′40″ зх. д. / 51.480556° пн. ш. 0.194444° зх. д.
Фулгем-Бродвей (англ. Fulham Broadway) — станція лінії Дистрикт Лондонського метро. Розташована у 2-й тарифній зоні, у Волгем-Грін, боро Гаммерсміт і Фулгем, західний Лондон, між станціями Вест-Бромптон та Парсонс-Грін. Пасажирообіг на 2017 — 9.63 млн осіб

## Історія
- 1. березня 1880 — відкриття станції у складі District Railway (DR, наразі лінія Дистрикт), як Волгем-Грін.
- 1. березня 1952 — перейменування на Фулгем-Бродвей[3][4].

## Пересадки
- Пересадки на автобуси London Buses маршрутів 11, 14, 28, 211, 295, 391, 414, 424 та нічні маршрути N11, N28.

## Послуги
| Попередня станція | Лінія | Лінія                           | Лінія | Наступна станція |
| ----------------- | ----- | ------------------------------- | ----- | ---------------- |
| Вест-Бромптон     |       | Лондонське метро Лінія Дистрикт |       | Парсонс-Грін     |